# Pepperoni
Pepperoni er en pølse af salamitypen. Den anvendes ofte på pizza.
Pepperoni stammer fra USA, men er ligesom den danske spegepølse en lokal variant, som er opstået, da tilflyttere fra Sydeuropa bragte lignende pølser til landet. 